# Matt Tobin
Matt Tobin (Worthington, 5 giugno 1990) è un giocatore di football americano statunitense che milita nel ruolo di offensive tackle per i Seattle Seahawks della National Football League  (NFL).

## Biografia

### Philadelphia Eagles
Dopo non essere stato scelto nel Draft NFL 2013, Tobin firmò con i Philadelphia Eagles. Dopo avere disputato una sola gara nella sua prima stagione, la successiva ne giocò 13, di cui 7 come titolare. Nel 2015 giocò per la prima volta tutte le 16 gare stagionali (13 come titolare).

### Seattle Seahawks
Il 21 agosto 2017, Tobin fu ceduto, assieme a una scelta del settimo giro del Draft 2018, per una scelta del quinto giro ai Seattle Seahawks, alla ricerca di un offensive lineman dopo l'infortunio di George Fant.

### New England Patriots
Il 17 marzo 208 Tobin firmò con i New England Patriots.